# Mandanici
Mandanici (Mannanici in siciliano) è un comune italiano di 481 abitanti della città metropolitana di Messina in Sicilia.
Fa parte dell'Unione dei comuni delle Valli joniche dei Peloritani.

## Geografia fisica

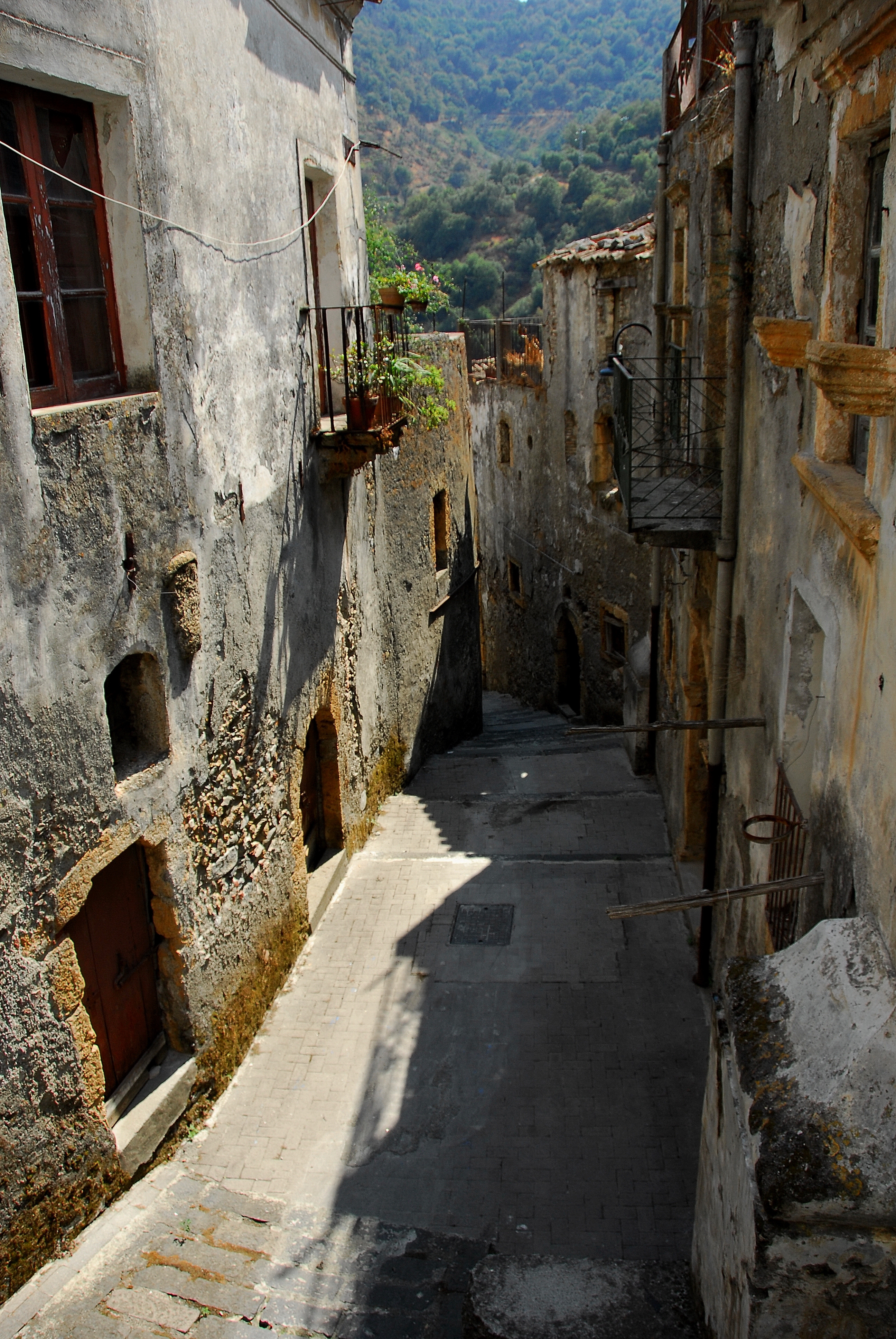
Scorcio del paese, l'antica Via Antonio Lombardo

Mandanici è l'ultimo paese della Valle del Dinarini, che prende il nome dalla fiumara che vi scorre. Si trova ad un'altezza di 417 m s.l.m.
Il piccolo centro si trova ai piedi dei monti Peloritani, precisamente alle falde di Monte Cavallo (altitudine 1216 m s.l.m.) e Pizzo Ilici. Le coordinate (riferite alla sede municipale) sono: 38° 00' 02,48 N e 15° 19° 07,84 E. Il territorio comunale ha una superficie di 1165 ha. Mandanici rientra nella città metropolitana di Messina. Il paese si raggiunge tramite la strada provinciale 25 che, dipartendosi da Roccalumera e passando per i centri di Rocchenere e Pagliara, raggiunge Badia e Mandanici. Il percorso è lungo circa 9,7 km e in auto si impiegano circa 20 min. per arrivare in paese.

## Storia

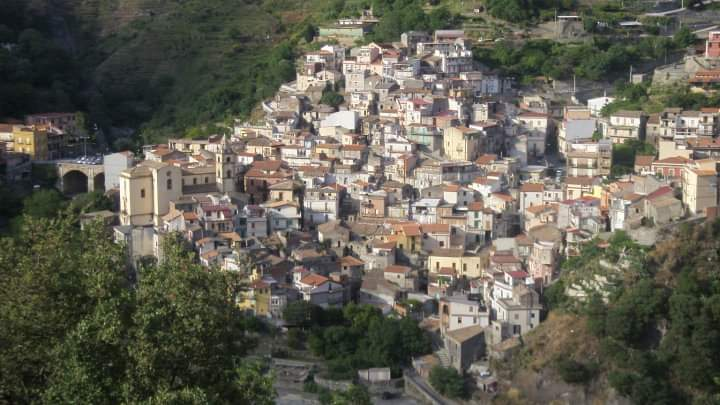
Panorama del paese

Incerta è l'origine del centro collinare. Nel IX secolo a.C., mercanti fenici, abili navigatori, stabilirono nella odierna riviera jonica, più precisamente nel territorio denominato anticamente Phoinix oppure Tamaricium sive Palme (collocabile tra Roccalumera e Santa Teresa di Riva), una stazione commerciale. Essi iniziarono ad instaurare rapporti con le popolazioni sicule dell'entroterra, con le quali nacquero relazioni durature. Nel 734 a.C. viene fondata Naxos, prima colonia greca in Sicilia, è quindi inevitabile la nascita di legami con i colonizzatori greci, la cui lingua e cultura influenza notevolmente il territorio. 
Per tutta l'epoca greco-siceliota, Mandanici rimase incluso nella Chora della polis di Messana, la quale, a sua volta, fin dalla fine V secolo a.C., era ricompresa nell'Arcontato di Sicilia istituito da Dionisio I di Siracusa e governato, dopo la sua morte, dai suoi successori e, successivamente al 344 a.C., dal "Buon Governo" democratico e repubblicano di Timoleonte.
Nel 316 a.C., Mandanici, come le vicine Phoinix, Nisa, Messana e Tauromoenium, entrò a fare parte del nuovo Regno Siceliota che, sotto la corona del Re siracusano Agatocle, copriva per intero la Sicilia orientale, la Sicilia centrale e la Calabria meridionale, lasciando ai Cartaginesi solo l'estrema Sicilia occidentale ad ovest del Fiume Platani e dell'Imera settentrionale. Alcuni decenni più tardi, dopo la morte di Agatocle, Mandanici fu costretta a subire la pesante occupazione dei mercenari Mamertini (soldati mercenari al servizio del tiranno di Siracusa) che in quel periodo spadroneggiavano su Messana.
Nel 264 a.C. sull'isola arrivano i Romani, in aiuto dei Mamertini. La presenza dei Mamertini a Mandanici è testimoniata dal ritrovamento di un orcio di terracotta, contenente monete in bronzo e argento, alcune delle quali recano l'incisione "Mamertinov", il loro ritrovamento è avvenuto nei primi anni '50 durante i lavori di sistemazione della sede stradale della piazza Duomo. 
Dopo la caduta dell'Impero romano d'Occidente, seguendo il corso della macro-storia della Sicilia, Mandanici entrò a far parte dell'Impero Bizantino, e, dopo il 900, (data non sicura poiché le fonti riportano l'episodio in anni diversi) fu inclusa nell'Emirato di Sicilia. 
Nel 1061, con l'arrivo dei Normanni e la nascita del Regno di Sicilia, si apre una nuova pagina di storia. Le notizie e le informazioni sul paese iniziano ad aumentare con la fondazione, da parte del Gran Conte Ruggero I di Sicilia dell'abbazia intitolata alla Vergine Annunziata (anno 1100), gestita dai monaci basiliani. Gli abati che si susseguivano ebbero non solo il potere spirituale, ma anche quello temporale, con la possibilità di ingrandire l'originario nucleo abitativo e di sottoporre la popolazione alla loro autorità. Difficile discutere sulle origini del toponimo, strettamente collegato alla presenza dell'abbazia e comunque di derivazione greca. 
Nel 1468, papa Paolo II istituì una minuscola diocesi archimandritale, con capoluogo Savoca, comprendente i territori di Casalvecchio, Pagliara, Locadi, Antillo, Misserio, Forza d'Agrò, Mandanici, Alì, Itala, San Gregorio e Sant'Angiolo. Da annotare come nel '500, in paese fosse nato un gruppo di seguaci della riforma luterana, tra cui dovevano esserci anche personalità di spicco; la repressione fu affidata al potente vescovo di Patti, Sebastian Bartolomeo. 
Nel giugno 1659 Mandanici fu teatro di una sanguinosa sommossa popolare causata dai soprusi della famiglia notabile messinese dei Laxhaná (che nel paese collinare possedeva vaste proprietà rurali) ai danni della popolazione locale. Venne assalita a furor di popolo la loro abitazione e vennero uccisi brutalmente quattro esponenti di detta famiglia. 
Nel 1674/76, Mandanici prende parte alla rivolta di Messina in favore dei franco-messinesi. Fu il signorotto mandanicese Giacomo Avarna che, combattendo a fianco dei ribelli messinesi, nel 1674 riuscì ad espugnare il Castellaccio di Messina; Per tali motivi, il paese di Mandanici venne assediato e saccheggiato dalle armate lealiste siculo-spagnole. 
Alla Rivoluzione siciliana del 1848 partecipano alcuni mandanicesi, Giuseppe Mazzullo (sindaco dal 1864 al 1867) e Domenico Scuderi. Giuseppe Mazzullo era il padre del Cavaliere Luigi, che partecipò alla battaglia di Milazzo con Garibaldi, e fu il promotore della costruzione della strada provinciale 25 Roccalumera Mandanici.

### Simboli
Lo stemma e il gonfalone sono stati concessi con decreto del presidente della Repubblica n. 3609 del 27 ottobre 1983.
Il gonfalone è un drappo di colore azzurro.

## Monumenti e luoghi d'interesse

### Architetture religiose
- Duomo di Santa Domenica V. e M., risalente per origine al XII secolo, la struttura visibile oggi è seicentesca. La facciata è di impostazione romanica, con rifacimenti barocchi. Gli interni sono impreziositi da stucchi barocchi e rococò. Sia la lavorazione dei marmi che le opere pittoriche conservate all'interno sono di scuola messinese.

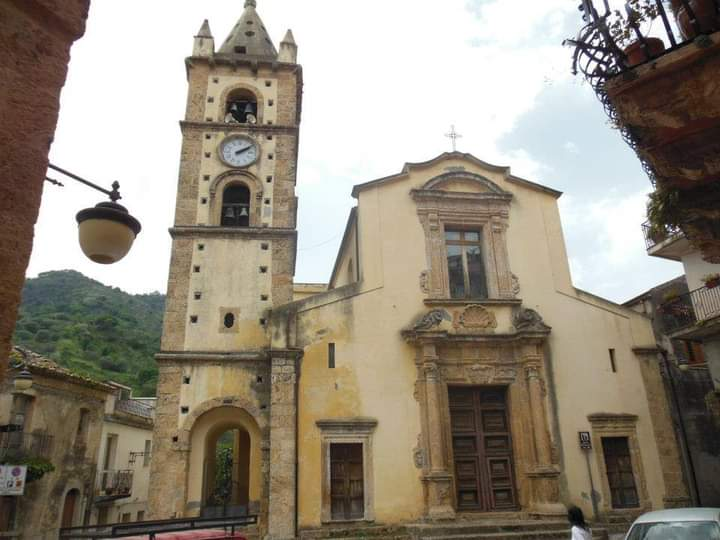
Duomo di Santa Domenica V. e M.

- Chiesa di Sant'Antonio Abate (XVI secolo). La piccola campana, situata nella cella posta sulla sommità del prospetto, in passato fungeva da allarme in caso di incendi nel paese.

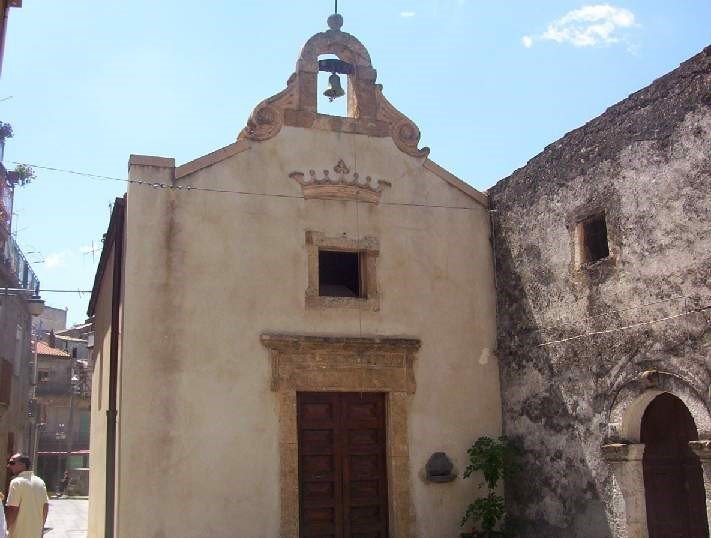
Chiesa di S. Antonio Abate

- Ex chiesa del Santissimo Salvatore, risalente al XVII secolo. Resa inagibile da alcune alluvioni avvenute tra la fine dell'Ottocento e l'inizio del Novecento, oggi è restaurata e visitabile dopo essere stata sconsacrata e acquisita al patrimonio comunale negli anni '80.

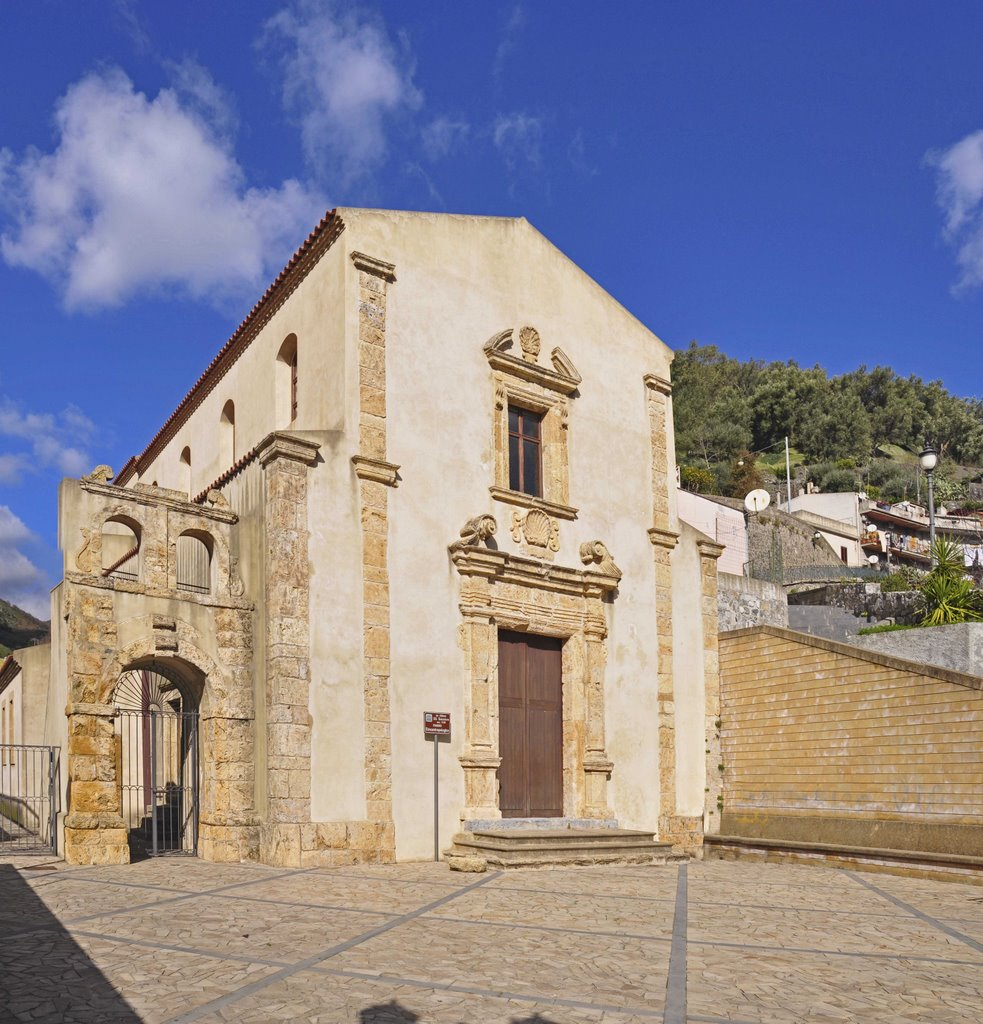
ex Chiesa del Ss. Salvatore

- Chiesa della Madonna del Carmine, ricostruita negli anni '60 su ruderi risalenti al Seicento e posta nel quartiere Rocca.

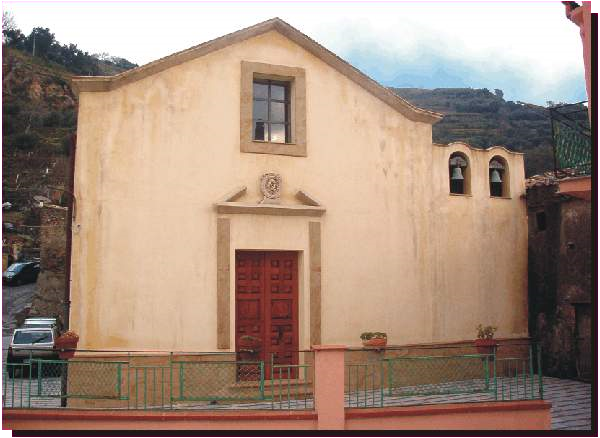
Chiesa del Carmine

- Chiesa della Santissima Trinità o di San Giuseppe. Presenta una struttura ad unica navata, risalente al XII secolo; è forse uno degli edifici di culto più antichi del paese. Anch'essa è caratterizzata da rifacimenti barocchi e rococò.

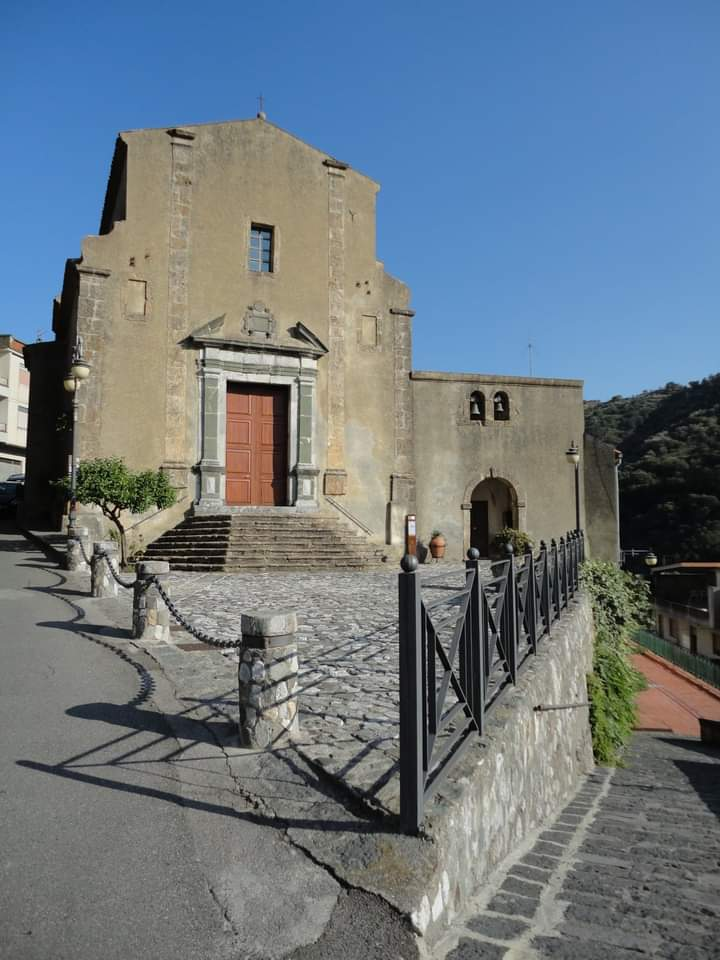
Chiesa Ss. Trinità o San Giuseppe

- Abbazia basiliana dedicata a Maria Santissima Annunziata, sita nella frazione Badia; la sua fondazione risale all'anno 1100, a opera del gran conte Ruggero I di Sicilia. Acquisita al patrimonio comunale negli anni Ottanta, è stata restaurata negli anni tra il 1990 e il 2004.

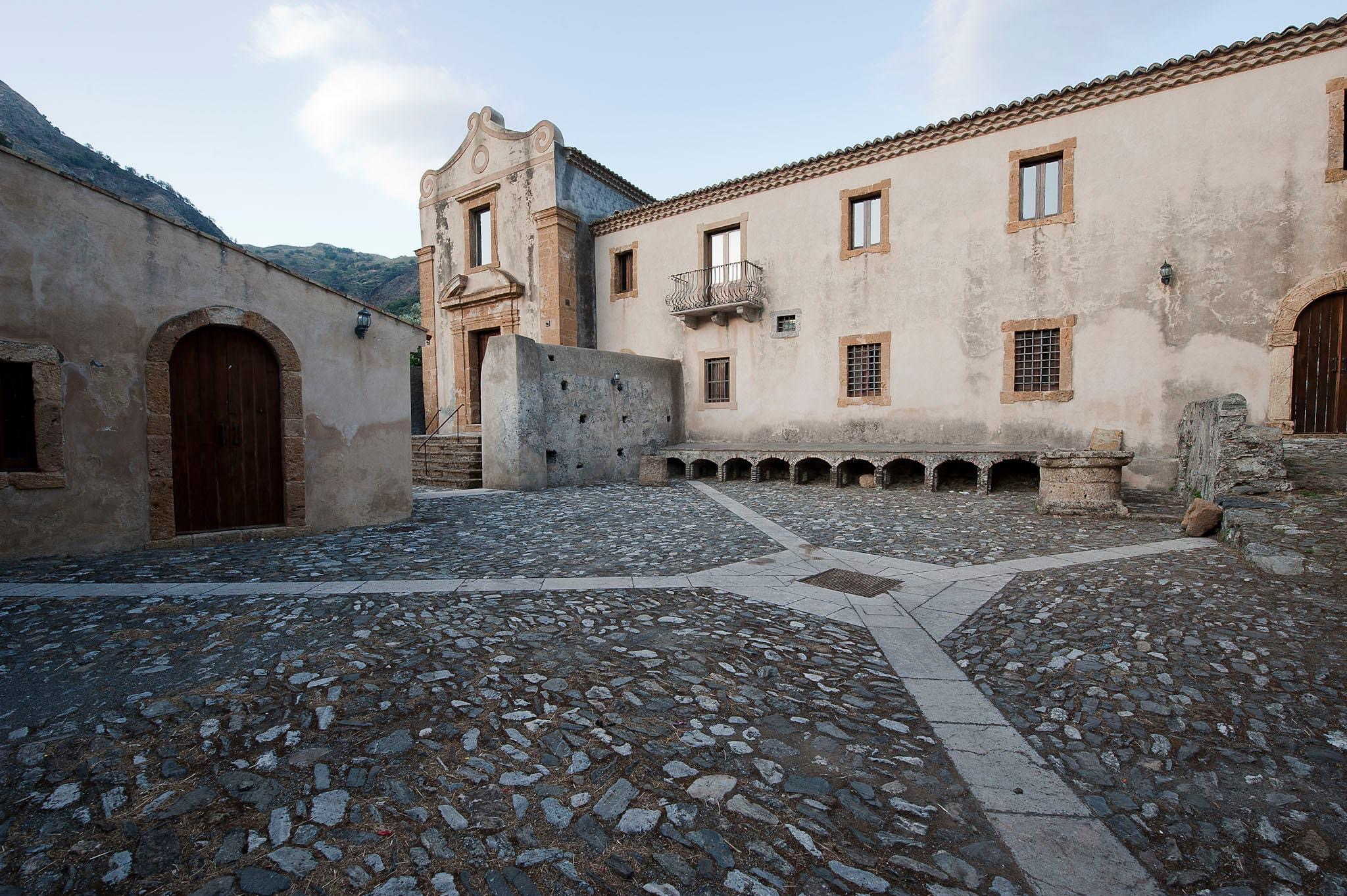
Monastero basiliano (chiostro)

### Architetture civili
- Casa Mastroeni Longo, in piazza Duomo, ospita (dopo essere stato acquisito al patrimonio comunale nel 1990 e restaurato nel 1997/98) la biblioteca comunale. Esso risale al XVII secolo.
- Casa Scuderi, (anch'esso sorge in piazza Duomo) risale al XVIII secolo.

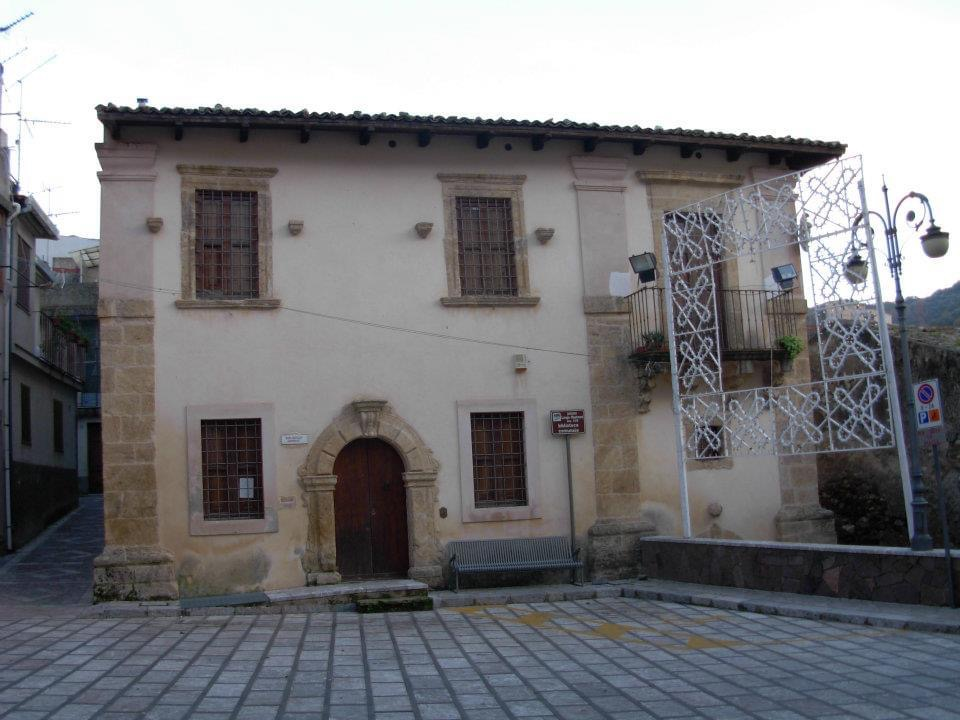
Casa Mastroeni Longo (biblioteca comunale)

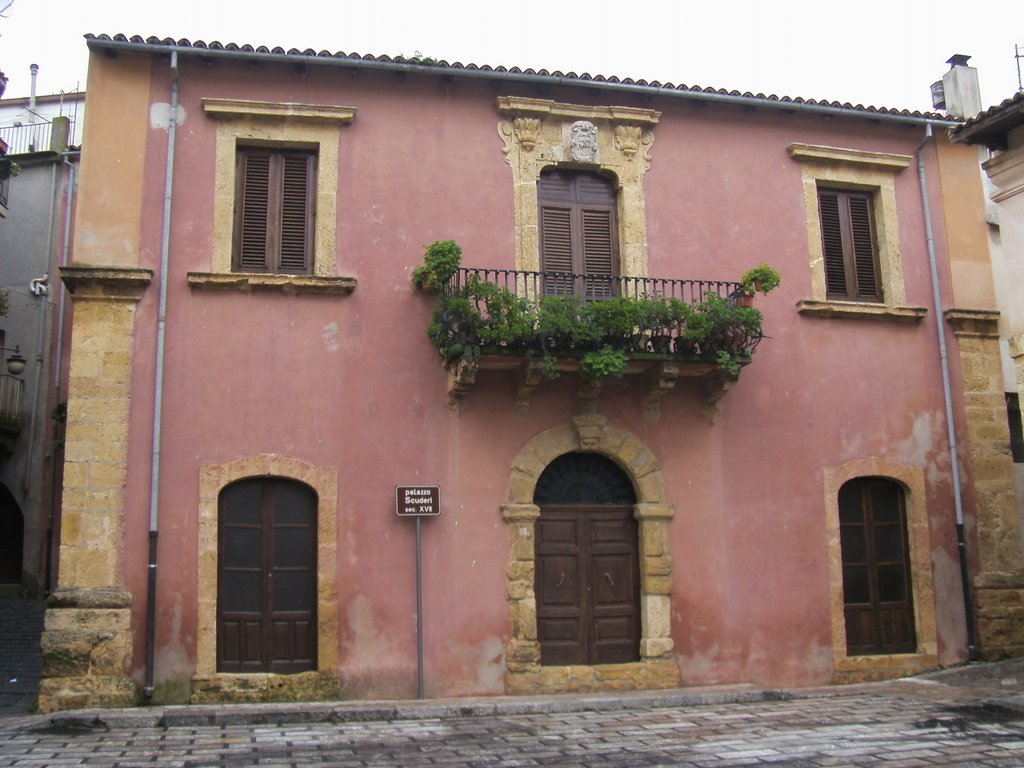
Palazzo Scuderi

- Casa Prestandrea.

## Società

### Evoluzione demografica
Abitanti censiti

## Economia
Oltre che sulla pastorizia e sull'agricoltura in genere, l'economia del paese ha trovato grande sviluppo nella produzione dell'olio di oliva di alta qualità. L'olio di Mandanici è stato riconosciuto dall'Università di Bari tra i migliori d'Italia perché, oltre che per le sue qualità organolettiche, ha la prerogativa di fornire grassi monoinsaturi e sostanze antiossidanti e maggiore disponibilità di vitamina. La sua spremitura non prevede l'impiego di solventi. È un prodotto prettamente biologico. La popolazione oggi è prettamente impiegata nel terziario.

## Amministrazione
Di seguito è presentata una tabella relativa alle amministrazioni che si sono succedute in questo comune.
| Periodo           | Periodo           | Primo cittadino           | Partito                    | Carica              | Note  |
| ----------------- | ----------------- | ------------------------- | -------------------------- | ------------------- | ----- |
| ottobre 1880      | dicembre 1889     | Giovanni La Scala         | Partito Socialista         | Sindaco             |       |
| dicembre 1889     | giugno 1899       | Emilio Argiroffi          |                            | Sindaco             |       |
| 16 luglio 1899    | 26 agosto 1900    | Giuseppe Scuderi Zuccaro  |                            | Sindaco             |       |
| settembre 1900    | 30 agosto 1903    | Luigi Mazzullo            |                            | Sindaco             |       |
| 13 settembre 1903 | 25 settembre 1910 | Giuseppe Scuderi Zuccaro  |                            | Sindaco             |       |
| 25 settembre 1910 | aprile 1920       | Emilio Argiroffi          |                            | Sindaco             |       |
| aprile 1920       | 19 novembre 1920  | Rosario Albanese          |                            | Comm. prefettizio   |       |
| 20 novembre 1920  | 22 ottobre 1923   | Nicola Conti              |                            | Sindaco             |       |
| 23 ottobre 1923   | 22 ottobre 1935   | Giuseppe Scudery          | Partito Nazionale Fascista | Podestà             |       |
| 22 ottobre 1935   | 23 dicembre 1935  | Domenico Pandolfo         |                            | Podestà             |       |
| 24 dicembre 1935  | 2 aprile 1940     | Giuseppe Scudery          | Partito Nazionale Fascista | Podestà             |       |
| 3 aprile 1940     | 18 agosto 1943    | Arturo Carmelo Enea Lenzo |                            | Podestà             |       |
| 21 agosto 1943    | 7 agosto 1946     | Giovanni Argiroffi        |                            | Sindaco             |       |
| 7 agosto 1946     | 16 novembre 1946  | Pietro Antonna            |                            | Comm. prefettizio   |       |
| 16 novembre 1946  | 30 novembre 1948  | Amilcare Longo            | Partito Socialista         | Sindaco             |       |
| 30 novembre 1948  | 19 aprile 1949    | Giovanni Conti            |                            | Comm. prefettizio   |       |
| 19 aprile 1949    | 31 ottobre 1953   | Gaetano Papandrea         |                            | Sindaco             |       |
| 31 ottobre 1953   | 6 settembre 1961  | Giovanni Argiroffi        |                            | Sindaco             |       |
| 6 settembre 1961  | 3 marzo 1986      | Carmelo Fasti             |                            | Sindaco             |       |
| 3 marzo 1986      | 13 giugno 1988    | Giuseppe Rigano           |                            | Sindaco             |       |
| 13 giugno 1988    | 27 luglio 1988    | Giuseppe Magaraci         |                            | Sindaco             |       |
| 27 luglio 1988    | 28 aprile 1993    | Concetto Merlino          | Democrazia Cristiana       | Sindaco             | [ 8 ] |
| 28 aprile 1993    | 8 giugno 1993     | Giovanni Ciraolo          |                            | Comm. straordinario | [ 8 ] |
| 8 giugno 1993     | 1º dicembre 1997  | Giuseppe Magaraci         | Lega Nord                  | Sindaco             | [ 8 ] |
| 1º dicembre 1997  | 15 maggio 2007    | Giuseppe Briguglio        | lista civica               | Sindaco             | [ 8 ] |
| 23 maggio 2007    | 31 marzo 2009     | Matteo Scoglio            | lista civica               | Sindaco             | [ 8 ] |
| 6 aprile 2009     | 8 giugno 2009     | Girolamo Ganci            |                            | Comm. straordinario | [ 8 ] |
| 8 giugno 2009     | 29 aprile 2019    | Armando Carpo             | lista civica               | Sindaco             | [ 8 ] |
| 29 aprile 2019    | 9 giugno 2024     | Giuseppe Briguglio        | lista civica               | Sindaco             | [ 8 ] |
| 9 giugno 2024     | "in carica"       | Armando Carpo             | lista civica               | Sindaco             | [ 8 ] |

### Altre informazioni amministrative
Il comune di Mandanici fa parte delle seguenti organizzazioni sovracomunali: regione agraria n.6 (Montagna litoranea dei Peloritani).